# Lagynopteryx botulata
Lagynopteryx botulata är en fjärilsart som beskrevs av Felder 1875. Lagynopteryx botulata ingår i släktet Lagynopteryx och familjen mätare. Inga underarter finns listade i Catalogue of Life.